# Płyn do mycia naczyń

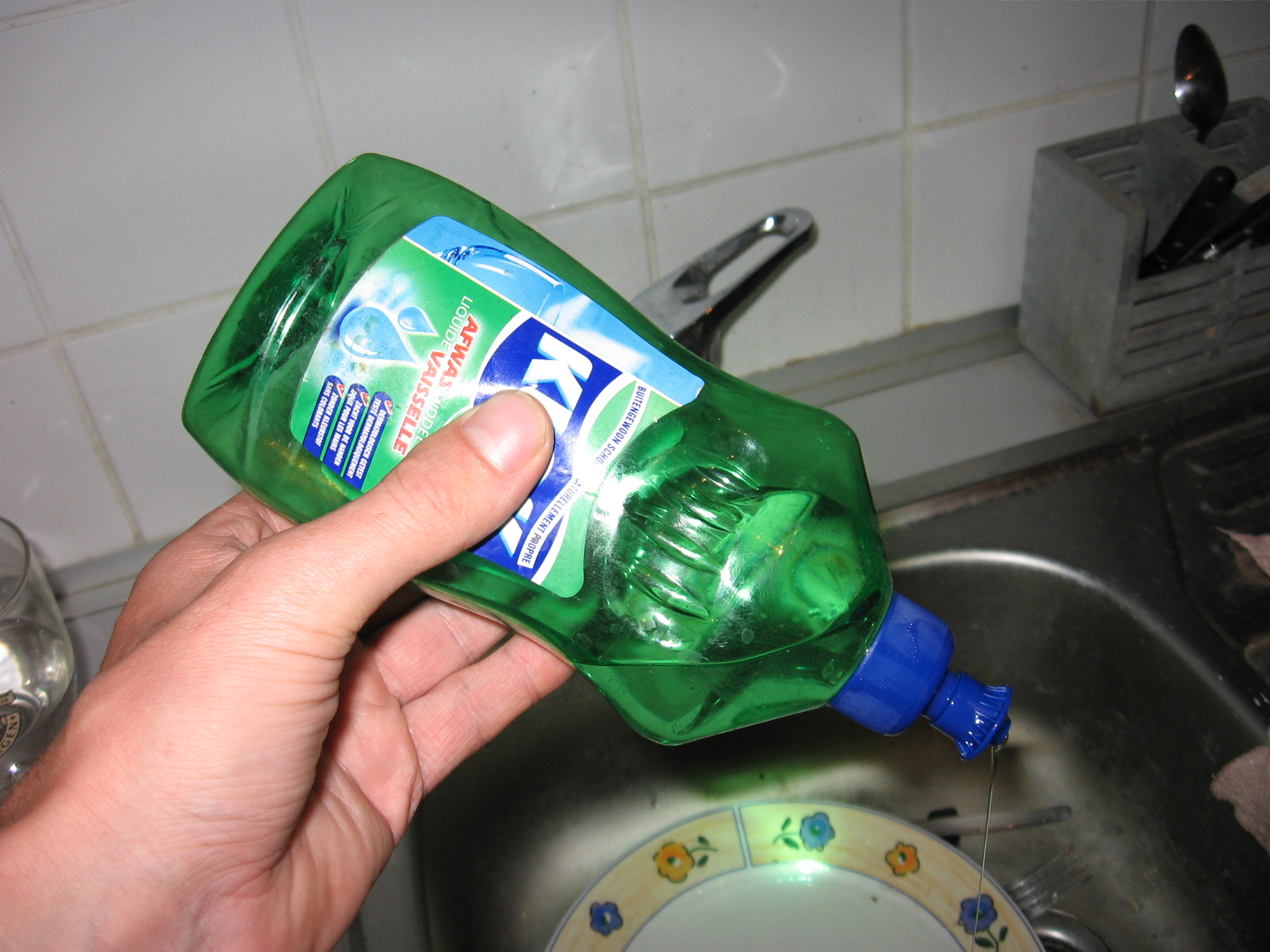
Płyn do mycia naczyń w typowym zastosowaniu

Płyn do mycia naczyń – pospolity i uniwersalny detergentowy środek czystości stosowany w gospodarstwach domowych i w gastronomii. Używany jest głównie do ręcznego mycia – usuwania brudu i resztek posiłku z naczyń kuchennych, zastawy stołowej i sztućców. Sprzedawany jest w postaci koncentratu dobrze rozpuszczalnego w wodzie. Przed użyciem należy sporządzić jego kilkuprocentowy roztwór.
Oprócz skuteczności i wydajności, płyn do mycia naczyń powinien charakteryzować się brakiem negatywnego wpływu na skórę rąk. Nie powinien także pozostawiać zacieków na szklanych naczyniach. Skład chemiczny płynu powinien zapewniać jego neutralność dla środowiska naturalnego oraz szybką biodegradację. Obrońcy przyrody postulują również sprzedawanie takich płynów w postaci wysokoskoncetrowanej i w dużych opakowaniach jednostkowych nadających się do recyklingu.
Płyn do mycia naczyń można zastosować do amatorskiego wyizolowania DNA. Technologię takiego procesu zaprezentowali studenci z Uniwersytetu Wrocławskiego na Dolnośląskim Festiwalu Nauki w 2004.

## Skład
Podstawowymi składnikami płynu do mycia naczyń są:
- oksyetylenowane alkohole tłuszczowe jako związki powierzchniowo czynne (5-15%),
- woda.

Ponadto w jego skład mogą wchodzić:
- surfaktanty anionowe wspomagające usuwanie tłuszczu,
- tlenki amin lub dietanoloamidy jako stabilizatory piany (np. cocamide DEA – dietanoloamid kwasów oleju kokosowego),
- środki enzymatyczne,
- wybielacze,
- środki odrdzewiające,
- regulatory twardości wody (krzemiany, fosforany, cytryniany),
- polimery regulujące lepkość,
- gliceryna lub lanolina dla ochrony dłoni,
- etanol,
- chlorek sodu,
- kwas octowy,
- niewielkie ilości substancji konserwujących, barwiących i zapachowych.